# الحسنی بانگورا
الحسنی بانگورا (انگلیسی: Alsény Bangoura؛ زادهٔ ۱۰ مارس ۱۹۹۳) بازیکن فوتبال اهل گینه است.
وی همچنین در تیم ملی فوتبال گینه بازی کرده است.